# Cheiroplatea scutata
Cheiroplatea scutata is een tienpotigensoort uit de familie van de Pylochelidae. De wetenschappelijke naam van de soort werd in 1892 voor het eerst geldig gepubliceerd door Arnold Edward Ortmann.